# Lénie Scoffié
Lenie Scoffié est une actrice canadienne née le 31 juillet 1942.
« Son jeu comique allègre, sa bonhomie, sa présence chaleureuse l'ont souvent amenée à défendre des rôles de nourrice, de mère ou de grand-mère, emplois qu'elle a occupés avec générosité » : c'est en ces termes que la spécialiste du théâtre québécois Patricia Belzil résume l'emploi de Lénie Scofié. 

## Filmographie
- 1988 : La Maison Deschênes (série TV) : Isabelle Paulin
- 1988 : The Moderns : Femme de Lettres
- 1991 : Love-moi : L'Infirmière
- 1991 : La Demoiselle sauvage : Marie Chappaz
- 1995 : Moi et l'autre : Adéline
- 1997 : Sous le signe du lion (série TV) : Maria
- 1997 : La Conciergerie : Albertine Courvoisier
- 1999 : La Femme du boulanger (TV) : Miette
- 2000 : Audrey Hepburn, une vie (The Audrey Hepburn Story) (TV) : Collette
- 2000 : La Trilogie marseillaise: Marius (TV) : Honorine
- 2000 : La Trilogie marseillaise: Fanny (TV) : Honorine
- 2000 : La Trilogie marseillaise: César (TV) : Honorine
- 2001 : Les Filles à papa (TV) : Teresa
- 2001 : Varian's War (TV) : Splendide Maid
- 2001 : The Score : Storekeeper
- 2003 : Fusion (The Core) : Paris Café Lady
- 2003 : Jericho Mansions : Bettina
- 2004 : Smash (feuilleton TV) : Madame amie des animaux
- 2004 : Nous étions libres (Head in the Clouds) : Béatrice
- 2005 : Idole instantanée : Marie-Alice